# Frederik Laub
Frederik Laub (23. februar 1729 i København – 13. februar 1809 sammesteds) var en dansk kobberstikker, kancelliråd og kancellisekretær, bror til Michael Georg Laub.
Han var søn af livmedikus Hieronymus Laub og Johanna Justina født Scharffenberg. Han tilhørte i sin ungdom kredsen omkring Jacob Fosie og blev sekretær i Tyske Kancelli, hvorfra han fik afsked 1771. Laub blev indstillet til embedet som viceborgmester i København i 1768, men blev på grund af betænkeligheder fra Kancelliets side ikke valgt. 
Han har udført raderinger af bjergegne og italienske landskaber, (9 raderinger, udført mellem 1741 og 1744, deraf 5 i Jacob Fosie: Lære Klude, 1743, 7 i Den Kongelige Kobberstiksamling) og en landskabstegning i Johanne Fosies Stambog (1748, Det Kongelige Bibliotek).
Han var ugift og er begravet på Assistens Kirkegård.